# Lista de bairros de Jundiaí
Esta é uma lista dos bairros da cidade de Jundiaí, São Paulo.

## Bairros
A lista a seguir inclui os bairros e regiões segundo a Secretaria de Planejamento Urbano e Meio Ambiente da Prefeitura de Jundiaí.

### Região Central
- Centro

### Região Leste
- Colônia
- Nambi
- Pacaembu
- Ponte São João
- São Camilo
- Tamoio

### Região Norte
- Caxambu
- Cerâmica Ibetel
- Horto Florestal
- Jundiaí Mirim
- Marco Leite
- Nova Odessa
- Parque Centenário
- Pinheirinhos/Represa
- Vale Azul
- Vila Rio Branco

### Região Oeste
- Alvorada
- Anhangabaú
- Casa Branca
- Gramadão
- Hortolândia
- Malota
- Moisés
- Parque do Colégio
- Retiro
- Samambaia
- Torres São José
- Vila Municipal

### Região Sul
- Agapeama
- Jardim do Lago
- Maringá
- Rami
- Santa Gertrudes
- Vianelo / Bonfiglioli
- Vila Arens / Vila Progresso
- Vila Militar

### Vetor Oeste/Vetor Noroeste
- Aeroporto
- CECAP
- Distrito Industrial
- Engordadouro
- Parque Residencial Eloy Chaves
- Jardim Ermida
- Jardim Ermida II
- Fazenda Grande
- Medeiros
- Novo Horizonte
- Tulipas

### Zona Rural
- Chácaras Maltoni
- Currupira
- Ivoturucaia
- Poste
- Rio Acima
- Serra do Japi
- Traviú

## Outros
A lista a seguir inclui os nomes populares de algumas localidades, algumas localidades não incluídas nos bairros oficiais da prefeitura e loteamentos dos bairros oficiais da prefeitura.
- Água Doce
- Arraial dos Souzas
- Bela Vista
- Bom Jardim
- Chácara Alvorada
- Chácara Nossa Senhora de Fátima
- Chácara Planalto
- Chácara Santa Terezinha
- Chácara São Felipe
- Chácara Tavares
- Chácara Três Corações
- Chácara Urbana
- Chácaras Belinha
- Chácaras Magdalena
- Chácaras Monterrey
- Chácaras Pai Jacó
- Chácaras Recreio da Fazenda
- Chácaras São Roque
- Chácaras Saudáveis e Encantadoras
- Champirra
- Cidade Jardim
- Cidade Luiza
- Cidade Nova
- Cidade Santos Dumont
- Conjunto IAPI
- Estância Alpina
- Estância Suíça
- Fazenda Campo Verde
- Horto Santo Antônio
- Jardim Adélia
- Jardim América
- Jardim Ana Maria
- Jardim Angela
- Jardim Anhanguera
- Jardim Aurélia
- Jardim Bizarro
- Jardim Boa Vista
- Jardim Brasil
- Jardim Buffolo
- Jardim Caçula
- Jardim Califórnia
- Jardim Campos Elíseos
- Jardim Carlos Gomes
- Jardim Carolina
- Jardim Celeste
- Jardim Cica
- Jardim Cidapel
- Jardim Copacabana
- Jardim Coração de Jesus
- Jardim Cristina
- Jardim D. Antônio de Jesus
- Jardim da Flórida
- Jardim da Fonte
- Jardim da Serra
- Jardim Danúbio
- Jardim das Bandeiras
- Jardim das Carpas
- Jardim das Orquídeas
- Jardim do Lírio
- Jardim do Trevo
- Jardim Dom Bosco
- Jardim Dona Donatta
- Jardim Dupra
- Jardim Eldorado
- Jardim Esplanada
- Jardim Estádio
- Jardim Europa
- Jardim Fepasa
- Jardim Guanabara
- Jardim Guarani
- Jardim Itália
- Jardim Itamarati
- Jardim Itatiaia
- Jardim Liberdade
- Jardim Luciana
- Jardim Martins
- Jardim Merci
- Jardim Messina
- Jardim Miramor
- Jardim Molinari
- Jardim Morumbi
- Jardim Nações Unidas
- Jardim Nogueira
- Jardim Novo Mundo
- Jardim Paris
- Jardim Paulista
- Jardim Petrópolis
- Jardim Pitangueiras
- Jardim Planalto
- Jardim Primavera
- Jardim Rio Branco
- Jardim Roma
- Jardim Rosaura
- Jardim Sales
- Jardim Santa Adelaide
- Jardim Santa Júlia
- Jardim Santa Lurdes
- Jardim Santa Rita de Cássia
- Jardim Santa Tereza
- Jardim Santana
- Jardim São Bento
- Jardim São Judas Tadeu
- Jardim São Marcus
- Jardim São Miguel
- Jardim São Vicente
- Jardim Scala
- Jardim Sevilha
- Jardim Shangai
- Jardim Sorocabana
- Jardim Tarumã
- Jardim Tereza Cristina
- Jardim Tiradentes
- Jardim Vera Cruz
- Jardim Vila Rica
- Loteamento Antonieta C. C. Gordinho
- Mato Dentro
- Mirante de Jundiaí
- Morada das Vinhas
- Morada Mediterrâneo
- Neide Eliana
- Núcleo Barão de Jundiaí
- Parque Brasília
- Parque Carolina
- Parque Cidade Jardim
- Parque Continental
- Parque Eucaliptos
- Parque Kneubil
- Parque Represa
- Parque Residencial Jundiaí
- Parque Residencial República
- Parque São Luis
- Parque União
- Portal da Colina
- Portal do Paraíso
- Quartier Les Residence
- Quinta da Boa Vista
- Quinta das Laranjeiras
- Quinta das Videiras
- Recanto IV Centenário
- Recanto Parillo
- Residencial Anchieta
- Residencial Canto das Aves
- Residencial Jardim Conquista
- Residencial Nove de Julho
- Residencial Pelizzari
- Residencial Santa Giovanna
- Residencial Terra da Uva
- São Camilo Novo
- Setor Industrial
- Terras de São Carlos
- Vila Adolfo
- Vila Agostinho Zambon
- Vila Agrícola
- Vila Aielo
- Vila Alati
- Vila Alice Toldi
- Vila Ana
- Vila Anchieta
- Vila Angélica
- Vila Aparecida
- Vila Argos Nova
- Vila Argos Velha
- Vila Baestrin
- Vila Bandeirantes
- Vila Bela
- Vila Belesso
- Vila Bernardo
- Vila Boaventura
- Vila Cacilda
- Vila Campos Sales
- Vila Canterucci
- Vila Caodaglio
- Vila Carlos W Muller
- Vila Cidadania
- Vila Comercial
- Vila Cristo Redentor
- Vila Cunha
- Vila D. Gabriel P.B. Couto
- Vila das Hortênsias
- Vila de Vecchi
- Vila Della Nina
- Vila Didi
- Vila Edith
- Vila Esperança
- Vila Esperia
- Vila Formosa
- Vila Francisco Eber
- Vila Franco
- Vila Galvão
- Vila Garcia
- Vila Gothardo
- Vila Graff
- Vila Guilherme
- Vila Helena
- Vila Inhamupa
- Vila Iracema
- Vila Isabel Eber
- Vila Ivani
- Vila Japi
- Vila Joana
- Vila Joaquina
- Vila Josefina
- Vila Jundiainópolis
- Vila Lacerda
- Vila Leda
- Vila Leme
- Vila Lessa
- Vila Liberdade
- Vila Lima
- Vila Loureiro
- Vila Loyola
- Vila Mafalda
- Vila Manfredi
- Vila Margarida
- Vila Maria Genoveva
- Vila Maria Ignez
- Vila Maria Luiza
- Vila Marlene
- Vila Merci II
- Vila Merci III
- Vila Morais
- Vila Moutran
- Vila Nadi
- Vila Nossa Senhora Aparecida
- Vila Nova Divinéia
- Vila Nova Jundiaí
- Vila Nova Jundiainópolis
- Vila Nova Medeiros
- Vila Operário
- Vila Pacheco
- Vila Padre Nóbrega
- Vila Pirapora
- Vila Pires
- Vila Ponte de Campinas
- Vila Princesa Isabel
- Vila Rafael de Oliveira
- Vila Rossi
- Vila Ruy Barbosa
- Vila Salermo
- Vila Santa Maria
- Vila Santa Marina
- Vila Santa Rosa
- Vila Santanna
- Vila Santo Antônio
- Vila São João Batista
- Vila São Marcos
- Vila São Pedro
- Vila São Sebastião
- Vila São Victor
- Vila Savielo
- Vila Suzana
- Vila Teles
- Vila Torres Neves
- Vila Veto
- Vila Viotto
- Vila Virgínia
- Vila Wilma
- Villa Della Piazza